# Lake Rotokawau (Bay of Plenty)
Der Lake Rotokawau ist ein Maar im Rotorua District der Region Bay of Plenty auf der Nordinsel von Neuseeland.

## Geographie
Der Lake Rotokawau befindet sich rund 2,7 km südlich des Lake Rotoiti, rund 4,0 km östlich des Lake Rotorua und rund 4,2 km nordwestlich des Lake Ōkataina. Das Maar besitzt eine Flächenausdehnung von rund 52 Hektar und misst rund 920 m Länge in Nordwest-Südost-Richtung. Die breiteste Stelle kommt auf eine Länge von rund 710 m. Der Umfang des Maars bemisst sich auf rund 2,8 km. Die mittlere Tiefe des Gewässers wird mit 43,7 m angegeben und die maximale Tiefe mit 74 m.
Der New Zealand State Highway 30 führt in einem Abstand von rund 1,1 km nordwestlich an dem Gewässer vorbei.
Gespeist wird das Maar, das ein Wassereinzugsgebiet von ca. 2,23 km² besitzt, hauptsächlich von dem von Süden herkommenden Waimata Stream. Die Entwässerung findet über den Waiohewa Stream statt, der am nordöstlichen Ende des Maars nach Westen abgeht und in den Lake Rotorua mündet.

## Geologie
Das Maar entstand vor rund 4000 Jahren, als sich durch Aufschüttung eines aktiven Vulkans ein Kraterrand von rund 90 m Höhe bildete. Das Gebiet besteht aus Rhyolith und Bimsstein mit Bereichen aus Schwemmsand und Schlick.